# M898 Sadarm
L'M-898 Sadarm (Sense and Destroy Armour) è un proiettile a submunizioni del tipo "lancia e dimentica" statunitense in grado di cercare e distruggere i carri armati all'interno di una determinata area bersaglio, utilizzata anche per il tiro di controbatteria guidato da un radar. La submunizione può essere utilizzata da diversi pezzi di artiglieria in calibro 155 mm, come M-114, M-109, M-198, M777. Il proiettile M898 ha una gittata massima di 22 km.

## Storia del progetto

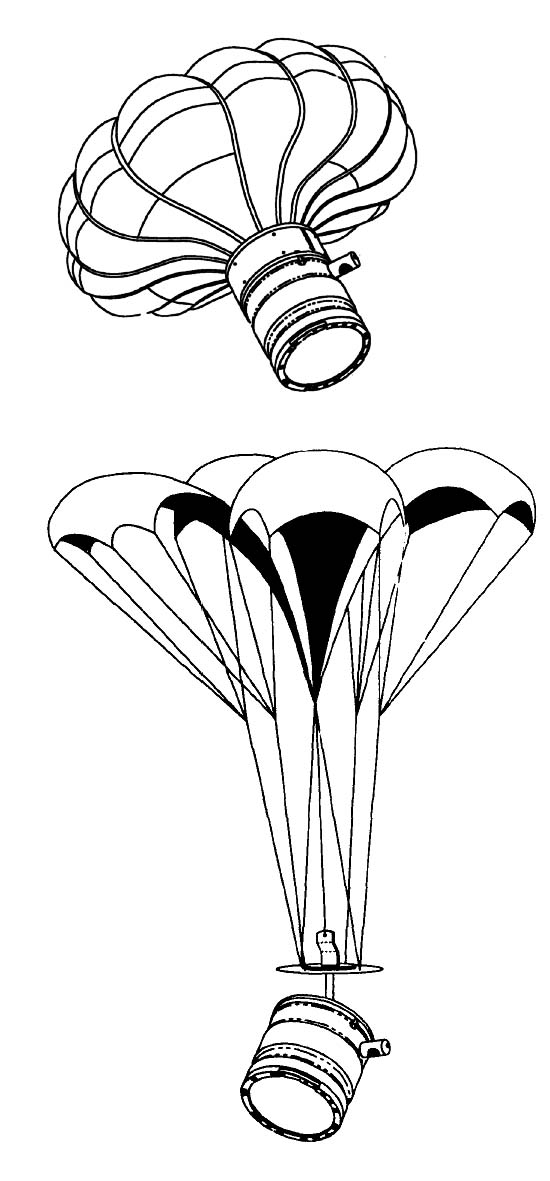
La submunizione SADARM, in alto con il paracadute aperto, in basso con il paracadute ad anello di vortice dispiegato, e posizionata con un angolo di circa 30° rispetto alla verticale.

Verso la fine degli anni sessanta del XX secolo gli strateghi della NATO erano molto preoccupati per le enormi formazioni corazzate che i paesi del Patto di Varsavia avrebbero potuto schierare durante un ipotetico attacco all'Europa occidentale.
Per contrastare queste enormi formazioni, oltre alla componente corazzata e ai missili anticarro, venne deciso di utilizzare anche l'artiglieria campale tramite l'utilizzo di un apposito proiettile laser guidato in calibro 155 mm, che divenne l'M712 Copperhead. Subito dopo sulla base delle specifiche emesse dall'Armement Research and Development dell'US Army fu avviato lo sviluppo di un proiettile a submunizioni del tipo intelligente, in calibro 203 mm, destinato all'uso da parte del semovente d'artiglieria M-110A2 che usava un pezzo da 203/39 mm. Lo sviluppo di questo nuovo sistema d'arma fu avviato da un consorzio formato da Aerojet, AVCO System e Honeywell, basandosi sul proiettile M509 ICM allora in uso.
A partire dal 1983 il progetto venne adattato all'uso da parte dei semoventi e dei pezzi d'artiglieria in calibro 155 mm. Nel corso del 1986 fu avviato lo sviluppo  ingegneristico della nuova submunizione, ampliandone il calibro per l'utilizzo da parte dei missili impiegati nel nuovo lanciarazzi semovente d'artiglieria  M270 Multiple Launch Rocket System (MLRS). All'epoca l'US Army stimava il costo del programma di acquisizione del SADARM a 5,3 bilioni di dollari.
I primi tiri sperimentali reali avvennero nel 1989, con esito positivo, e l'avvio della produzione in serie fu fissata per il 1994. Il crollo del Patto di Varsavia comportò un rallentamento nello sviluppo. I primi esemplari di pre-produzione vennero testati operativamente nel febbraio 1992 sul Puma Proving Ground, Arizona, dal principale subcostruttore, la Aerojet Electronics Systems Division. Essi non diedero i risultati sperati, dei 46 tiri reali effettuati, solo 7 proiettili raggiunsero il loro obiettivo. Tra l'ottobre 1992 e l'aprile 1993 vi furono ulteriori 17 test operativi, e i 16 casi emersero problemi all'apertura del paracadute di discesa, e con il funzionamento dell'antenna del radar ad onde millimetriche. Dopo gli opportuni accorgimenti, nel giugno 1993 vi fu un'ulteriore serie di 36 test, ognuno con un proiettile dotato di due submunizioni. Ventiquattro di essi raggiunsero il bersaglio, e dopo un successivo programma, che vide l'impiego di ulteriori 21 proiettili, l'US Army dichiarò negativamente conclusa la sperimentazione. 
Nell'aprile 1994 vi fu una nuova serie di test, che videro l'utilizzo di 13 proiettili con 26 submunizioni, e 11 di essi colpirono il bersaglio a una distanza di circa 15 chilometri. Tuttavia vi erano ancora problemi sui tiri a più lunghe, nonché problemi di collisione delle submunizioni in fase di discesa.
La produzione a basso regime iniziò nel 1995, con ulteriori test condotti con successo nell'aprile 1996 sul Yuma Proving Ground. In questo caso 8 dei 9 colpi (con 18 submunizioni) sparati alla distanza di 18 km, colpirono il bersaglio, senza il verificarsi delle collisioni in volo.  La produzione a basso regime raggiunse un totale di 836 proiettili. A causa del crollo dell'Unione Sovietica, le cui forze armate non rappresentavano più una minaccia per i paesi della NATO, il programma Sadarm fu interrotto prima dell'avvio della produzione a pieno regime.

## Descrizione tecnica
Il proiettile M-898 è lungo 0,805 m, pesa 44 kg e un diametro di 155 mm. La submunizione SADARM ha un peso di 11,77 kg, una lunghezza di 204,4 mm, un diametro di 147 mm, e la carica esplosiva e una LX-14 da 1,5 kg.
Il proiettile M898 SADARM da 155 mm, sparato da una normale pezzo d'artiglieria da 155 mm, e dotato di una spoletta a tempo M762/M767 impostata per esplodere a 1.000 m al di sopra del bersaglio. Il proiettile rilasciava due submunizioni SADARM, le quali, una volta espulse, aprivano ognuna un paracadute per rallentare la discesa. Poco dopo si dispiegava un secondo "paracadute ad anello di vortice" per far girare la submunizione a una velocità di 456 g/min, posizionandola con un angolo di circa 30° rispetto alla verticale. Mentre scendeva a 17 m/sec, i suoi sensori coprivano una spirale decrescente scansionando un'area di circa 150 m di diametro sotto di essa.  I sensori erano costituiti da un radar ad onde millimetriche, un radiometro passivo ad onde millimetriche e un telescopio a infrarossi. Un magnetometro viene utilizzato come ausilio per l'inseguimento e il puntamento. Quando la submunizione rileva un bersaglio, la carica esplosiva LX-14 viene fatta esplodere per proiettare a 2.500 m/sec un penetratore esplosivo che perfora la sottile corazza superiore della maggior parte dei carri armati fino a una distanza di circa 152 m.  Se la sumbunizione tocca il suolo prima di trovare un bersaglio si autodistrugge. La SADARM doveva anche essere usata nei razzi MLRS, ognuno dei quali era previsto che ne trasportasse da quattro o sei, ma ciò non avvenne mai.

## Impiego operativo
L'M898 SADARM è stato usato operativamente per la prima volta durante l'Operazione Iraqi Freedom del 2003. L'US Army ha utilizzato un totale di 121 colpi,  sparati dalla 3rd Infantry Division, di cui 108 colpirono i bersagli, distruggendo 48 veicoli.   
Tra l'11 e il 12 aprile 2010 l'M898 SADARM è stato oggetto di una campagna di tiri effettuata da semoventi M-109A6 Paladin sullo Yuma Proving Ground, Arizona, con l'utilizzo di 96 proiettili.

## Utilizzatori
Stati Uniti
- United States Army
- US Marine Corps

### Annotazioni
1. ↑  L'esatto potere di penetrazione della corazzatura non è stato divulgato, e rimane classificato.

### Fonti
1. ↑  Po 2010, p. 31.
2. 1 2 3 4 5  Po 2010, p. 30.
3. 1 2 3 4 5 6 7 8 9 10  Global Security.
4. 1 2  General Accountig Office 1993, p. 1.
5. 1 2 3  General Accountig Office 1993, p. 3.
6. 1 2  General Accountig Office 1993, p. 2.
7. ↑  General Accountig Office 1993, p. 12.
8. 1 2 3  General Accountig Office 1993, p. 13.
9. 1 2  FAS.
10. 1 2 3  General Accountig Office 1993, p. 11.
11. 1 2  Walker, Gillette 2010, p. 36.
12. ↑  Batacchi 2009, p. 33.